# Gex
Gex je francouzská obec v departementu Ain v regionu Auvergne-Rhône-Alpes. V roce  2010 zde žilo 10 372 obyvatel. Je centrem arrondissementu Gex.